# SN 1958F
SN 1958F – niepotwierdzona supernowa odkryta 13 czerwca 1958 roku w galaktyce NGC 5082. W momencie odkrycia miała maksymalną jasność 16,00m.